# アラブ (アラバマ州)
アラブ（Arab）は、アメリカ合衆国アラバマ州北部のマーシャル郡（Marshall County）に所在する市である。ガンターズヴィル湖（Guntersville Lake）およびガンターヴィルダムからは10マイルのところに位置し、ハンツビル・ディケーター合同統計地域（Huntsville–Decatur Combined Statistical Area）の中に含まれている。人口は2010年度の国勢調査では8,050人である。

## 歴史
アラブという名称は、誤ってつけられたものである。市は当初は町の創設者であり初代郵便局長でもあったステファン・タットル・トンプソン（Stephen Tuttle Thompson）の息子、アラッド・トンプソン（Arad Thompson）の名前をとって「アラッド（Arad）」と名づけるはずだったのだが、1882年に郵便局が間違って「アラブ（Arab）」としてしまった。局には他にも「Ink（インク）」や「Bird（鳥）」といった候補が寄せられていたが、1892年にアラブが正式な名称に決定された。

## 地理
アラブの座標は、西経86度29分55秒、北緯34度19分40秒である。
国勢調査によれば面積は12.9平方マイル（33.3km²）で、そのうち地面は12.8平方マイル（33.1km²）、残りの0.1平方マイル（0.2km²）が河川や湖などの水域である（全体の0.62%）。
標高は1100フィート（340m）である。

## ライフライン
アラブの電力は、アラブ電気協同組合（Arab Electric Cooperative）がテネシー川流域開発公社から電気を購入して供給されている。水はアラブ・ウォーターワーク（Arab Water Work）社が、ガンターヴィル湖のブラウンズ川（Browns Creek）を浄水して得ている。ガスはガンターヴィルに拠点を持つマーシャル郡ガス管区（Marshall County Gas District）から供給されている。

## 行政
行政は、市長と5人の市議会議員によって行われている。選挙は4年ごとに、大統領選挙と同じ年に行われる。また市議は選挙区から選ばれるのではなく、全市域の選挙民によって選出される。

## 人口
2000年の国勢調査によれば、人口は7174人、世帯数は3012、家族数は2075で、人口密度は1平方マイルあたり561.8人（1km²あたり216.9人）である。また家屋数は3223で、1平方マイルあたり252.4戸（1km²あたり97.4戸）である。
人種構成は白人が98.29%、アフリカ系アメリカ人が0.18%、先住アメリカ人が0.49%、アジア人が0.39%、その他の人種が0.17%で、混血が0.49%である。またヒスパニック系またはラテン系は、0.66&である。
3012世帯のうち、18歳以下の子供がいる家庭は31.2%、夫婦が同居しているものは54.3%、夫のいない女性が世帯主であるものは11.3%、女性が一人もいない家庭は31.1%である。また全世帯のうち28.2%は一人暮らしで、そのうちの13.7%は65歳以上の老人である。平均的な世帯構成人員数は2.35人で、家族構成人員数は2.87人である。
年代構成は、18歳以下が23.9%、18歳以上24歳以下が7.2%、25歳以上44歳以下が27.6%、45歳以上64歳以下が23.6%、65歳以上が17.8%で、平均年齢は40歳である。また女性100人に対して男性は87.2人で、18歳以上では女性100人に対して男性は82.8人である。

## 著名人
- ジル・キング（Jill King、カントリーミュージシャン）
- モニカ・ポッター（Monica Potter、女優。当地の出身者ではない）
- ナル・ホリス（Nall Hollis、画家。当地の出身者ではない）
- ヘンリー・チョウ（Henry Cho、コメディアン。彼ではなく妻がこの地の出身者であり、また彼自身もしばしばアラブをネタにしたギャグを話している）

## 当地出身の音楽バンド
- アブソリュート・ゼロ（Absolute Zero）
- アデナ・フォールズ（Adenah Falls）
- バイ・オール・ミーンズ・キャプテン（By All Means Captain）